# Замошшя (Велізький район)
Замошшя (рос. Замошье) — присілок Велізького району Смоленської області Росії. Входить до складу Будницького сільського поселення.
Населення — 20 осіб (2007 рік).